# Eleccions al Parlament de Catalunya de 1932
Les eleccions al Parlament de Catalunya corresponents al període republicà es van celebrar el dia 20 de novembre de 1932 i foren les úniques d'aquell període històric.

## Procés electoral
Les eleccions van ser convocades el 25 d'octubre pel govern provisional de la Generalitat de Catalunya, presidit per Francesc Macià. Van ser convocats a votar tots els homes catalans majors de 25 anys.
L'objectiu de les eleccions era que els ciutadans triessin els 85 diputats representants dels catalans, que posteriorment escollirien al President de la Generalitat de Catalunya i el President del Parlament Català.
Es van definir cinc circumscripcions electorals, que aportarien un nombre determinat de diputats al Parlament en funció de la distribució geogràfica de la població: Barcelona ciutat (24 diputats), resta de Barcelona (19 diputats), Lleida (14), Girona (14) i Tarragona (14). El sistema electoral triat fou el mateix que regia per les Corts Espanyoles, conegut com a majoritari per districtes, amb reserva de minories, de tal manera que l'elector disposava d'un nombre múltiple de vots d'uns 3/4 dels diputats a elegir en la seva circumscripció. A la pràctica aquest sistema representava que la candidatura guanyadora s'enduia aquestes 3/4 parts dels escons (el que es coneixia com a "majories") i el segon partit la resta ("minories"). Els partits menors tenien molt poques possibilitats d'aconseguir representació. Al Parlament s'elegien 68 diputats de majoria i 17 de minoria.

Resultats per coalicions

Les eleccions van donar una aclaparadora victòria a la coalició republicano-socialista encapçalada per Esquerra Republicana de Catalunya i integrada a més per la Unió Socialista de Catalunya i per altres petits partits republicans. Liderada per Francesc Macià, va obtenir les majories a les 5 circumscripcions - 67 dels 85 escons de la càmera catalana - mentre que la coalició encapçalada per la Lliga Regionalista aconseguia 17 dels 18 reservats a la minoria i el Partit Catalanista Republicà aconseguia el restant. El Partit Republicà Radical - un 5% - la Dreta de Catalunya - un 3% - i el Bloc Obrer i Camperol - un 2% - no aconseguiren representació.

## Història de la legislatura
El 6 de desembre de 1932 es constituí el Parlament de Catalunya amb 85 diputats. El dia 14 de desembre el Parlament elegí Francesc Macià com a 122è. President de la Generalitat, i a Lluís Companys, també d'ERC, com a President del Parlament de Catalunya.
El 20 de desembre de 1932, el President Macià presentava el primer Govern de la Generalitat estatutària.
L'última sessió del Parlament, a la seu del palau, fou l'1 d'octubre de 1938, el mateix mes que el general Franco decretà la suspensió del règim autonòmic, en derogar-ne l'Estatut de Núria. La Generalitat començà aleshores els anys de l'exili.
Després de 1932 i fins a l'any 1980, no hi va tornar a haver eleccions al Parlament de Catalunya a causa primer de l'esclat de la Guerra Civil espanyola el 1936, i de la posterior abolició de les institucions catalanes per la dictadura franquista, entre 1938 i 1976.

## Resultats
Resum Resultats Eleccions al Parlament de Catalunya 1932
| Candidatures | Candidatures                                                        | Vots 1932 | % Vot 1932 | Parl. 1932 |
| ------------ | ------------------------------------------------------------------- | --------- | ---------- | ---------- |
|              | Esquerra Republicana de Catalunya (ERC)                             | 269.550   | 52,6       | 56         |
|              | Lliga Regionalista (LR)                                             | 137.990   | 27,0       | 16         |
|              | Unió Socialista de Catalunya (USC)                                  | -         | amb ERC    | 5          |
|              | Partit Radical Autònom de les Comarques Tarragonines (PRAT)         | -         | amb ERC    | 4          |
|              | Unió Catalanista (UC)                                               | -         | amb ERC    | 1          |
|              | Partit Republicà Federal (PRF)                                      | -         | amb ERC    | 1          |
|              | Partit Catalanista Republicà+Acció Catalana Republicana (PCR/ACR)   | 39.280    | 7,7        | 1          |
|              | Unió Democràtica de Catalunya (UDC)                                 | -         | amb LR     | 1          |
|              | P. Republicà Radical (PRR)                                          | 25.795    | 5,0        | -          |
|              | Dreta de Catalunya (Comunió Tradicionalista i monàrquics alfonsins) | 15.000    | 3,1        | -          |
|              | Altres partits sense representació                                  | 24.445    | 4,8        | -          |

## Diputats elegits per partits i circumscripcions
| ERC | LR | USC | PRAT | UC                                   | UDC                                           | PRDF                                                   | PCR                             |
| Barcelona Ciutat 1. Martí Barrera i Maresma (52547) 2. Nicolau Battestini i Galup (54786) 3. Joan Casanellas i Ibars (55640) 4. Amadeu Colldeforns i Margalló (54966) 5. Josep Dencàs i Puigdollers (55794) 6. Miquel Guinart i Castellà (54262) 7. Joan Lluhí Vallescà (57716) 8. Francesc Macià i Llussà (62190) 9. Pere Màrtir Rossell i Vilar (54004) 10. Carles Pi i Sunyer (59019) 11. Joan Puig i Ferreter (57990) 12. Francesc Ribas i Soberano (54052) 13. Jaume Serra i Húnter (58643) 14. Joan Baptista Soler i Bru (54704) 15. Josep Tarradellas i Joan (56894) 16. Joan Tauler i Palomeras (54244) Barcelona Circumscripció 1. Salvador Armendares i Torrent (77815) 2. Joan Balart i Armengol (76363) 3. Joaquim Bilbeny i Bosch (76887) 4. Lluís Bru i Jardí (77371) 5. Pere Comas i Calvet (78262) 6. Lluís Companys i Jover (77401) 7. Gaspar Armengol i Taló (78021) 8. Josep Fontbernat Verdaguer (76961) 9. Pere Mestres i Albet (77183) 10. Francesc Riera i Claramunt (76851) 11. Jaume Sallés i Figueras (76035) 12. Joan Selves i Carner (77221) Girona 1. Joan Bancells i Xiberta 2. Pere Blasi i Maranges 3. Joan Casanovas i Maristany 4. Pere Cerezo i Hernáez 5. Laureà Dalmau i Pla 6. Antoni Dot i Arxer 7. Josep Fàbrega i Pou 8. Josep Irla i Bosch 9. Antoni Xirau i Palau 10. Francesc Arnau i Cortina 11. Xavier Casademunt i Arimany Lleida 1. Enric Canturri i Ramonet 2. Josep Companys i Jover (31550) 3. Pere Corominas i Montanya (32289) 4. Francesc Macià i Llussà (32404) 5. Jaume Magre i Ubach 6. Josep Maria Espanya i Sirat 7. Pere Mias i Codina 8. Ricard Palacin i Soldevila 9. Joan Sauret Garcia 10. Humbert Torres i Barberà (32785) 11. Francesc Viadiu i Vendrell (32025) Tarragona 1. Josep Andreu i Abelló 2. Francesc Farreres i Duran 3. Manuel Galès i Martínez 4. Ventura Gassol i Rovira 5. Martí Rouret i Callol 6. Antoni Rovira i Virgili | Barcelona Ciutat 1. Lluís Duran i Ventosa (32184) 2. Josep Maria Tallada i Paulí (33078) 3. Antoni Martínez i Domingo (33852) 4. Ferran Valls i Taberner (33241) 5. Joan Ventosa i Calvell (33146) Barcelona Circumscripció 1. Josep Maria Trias de Bes i Giró (44775) 2. Antoni Miracle i Mercader (43852) 3. Miquel Vidal i Guardiola (44780) Girona 1. Ramon d'Abadal i Calderó 2. Tomàs Carreras i Artau 3. Joan Vallès i Pujals Lleida 1. Joan Rovira i Roure 2. Antoni Secanell Aparicio 3. Romà Sol i Mestre Tarragona 1. Josep Maria Casabò i Torras 2. Josep Maria Tallada i Paulí | Barcelona Ciutat 1. Joan Fronjosà i Salomó (54243) 2. Estanislau Ruiz i Ponsetí (54415) Barcelona Circumscripció 1. Joan Comorera i Soler (77615) 2. Manuel Serra i Moret (78814) Tarragona 1. Carles Gerhard Ottenwälder | Tarragona 1. Miquel Cunillera Rius 2. Josep Folch i Folch 3. Gonçal Ibars Meseguer 4. Jaume Simó i Bofarull | Barcelona Ciutat 1. Joan Soler i Pla | Barcelona Circumscripció 1. Pau Romeva Ferrer | Barcelona Circumscripció 1. Joan Mora i Adserà (76731) | Tarragona 1. Pere Lloret Ordeix |

## Llista alfabètica dels diputats
Diputats per ordre alfabètic de cognoms:
- Raimon d'Abadal i Calderó
- Josep Andreu i Abelló
- Salvador Armendares i Torrent
- Gaspar Armengol i Taló
- Francesc Arnau i Cortina
- Joan Balart i Armengol
- Joan Bancells i Xiberta
- Martí Barrera i Maresma
- Nicolau Battestini i Galup
- Joaquim Bilbeny i Bosch
- Pere Blasi i Maranges
- Lluís Bru i Jardí
- Enric Canturri i Ramonet
- Tomàs Carreras i Artau
- Josep Maria Casabò i Torras
- Xavier Casademunt i Arimany
- Joan Casanelles i Ibars
- Joan Casanovas i Maristany
- Pere Cerezo i Hernáez
- Amadeu Colldeforns i Margalló
- Pere Comas i Calvet
- Joan Comorera i Soler
- Josep Companys i Jover
- Lluís Companys i Jover
- Pere Coromines i Montanya
- Miquel dels Sants Cunillera i Rius
- Laureà Dalmau i Pla
- Josep Dencàs i Puigdollers
- Antoni Dot i Arxer
- Lluís Duran i Ventosa
- Josep Maria Espanya i Sirat
- Josep Fàbrega i Pou
- Francesc Farreres i Duran
- Josep Folch i Folch
- Josep Fontbernat i Verdaguer
- Joan Fronjosà i Salomó
- Manuel Galés i Martínez
- Ventura Gassol i Rovira
- Carles Gerhard Ottenwälder
- Miquel Guinart i Castellà
- Gonçal Ibars Meseguer
- Josep Irla i Bosch
- Pere Lloret i Ordeix
- Joan Lluhí i Vallescà
- Francesc Macià i Llussà
- Jaume Magre i Ubach
- Antoni Martínez i Domingo
- Pere Mestres i Albet
- Pere Mias i Codina
- Antoni Miracle i Mercader
- Joan Mora i Adserà
- Ricard Palacín i Soldevila
- Carles Pi i Sunyer
- Joan Puig i Ferreter
- Francesc Ribas i Soberano
- Francesc Riera i Claramunt
- Pau Romeva i Ferrer
- Pere Màrtir Rossell i Vilar
- Martí Rouret i Callol
- Joan Rovira i Roure
- Antoni Rovira i Virgili
- Estanislau Ruiz i Ponsetí
- Jaume Sallés i Figueras
- Joan Sauret i Garcia
- Antoni Secanell Aparicio
- Joan Selves i Carner
- Jaume Serra i Húnter
- Manuel Serra i Moret
- Jaume Simó i Bofarull
- Romà Sol i Mestre
- Joan Baptista Soler i Bru
- Joan Soler i Pla
- Josep Maria Tallada i Paulí
- Josep Tarradellas i Joan
- Joan Tauler i Palomares
- Humbert Torres i Barberà
- Josep Maria Trias de Bes i Giró
- Joan Vallès i Pujals
- Ferran Valls i Taberner
- Joan Ventosa i Calvell
- Francesc Viadiu i Vendrell
- Miquel Vidal i Guardiola
- Antoni Xirau i Palau